# La Tossella
La Tossella és una muntanya de 1.456 metres que es troba al municipi de Cercs, a la comarca catalana del Berguedà.